# Heilige Familie (Bad Griesbach)

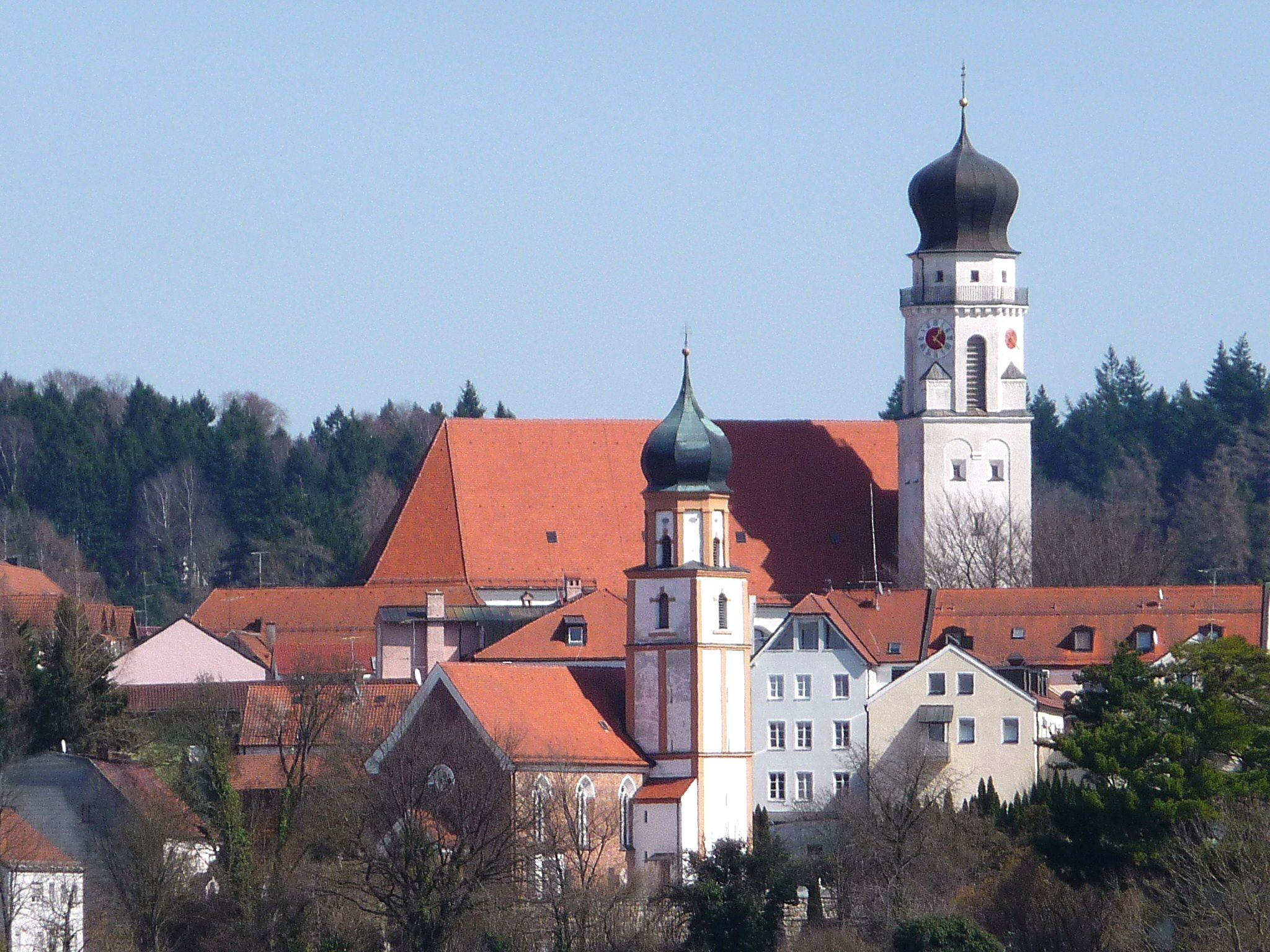
Die Stadtpfarrkirche in der Stadtmitte, im Vordergrund die Friedhofskirche St. Michael

Die Stadtpfarrkirche Heilige Familie ist ein Kirchengebäude in Bad Griesbach im Rottal. Sie wurde in den Jahren 1911 bis 1913 erbaut und ist die Pfarrkirche der Pfarrei „Zur heiligen Familie“ Bad Griesbach mit etwa 3000 Katholiken. Gleichzeitig ist sie Sitz des Pfarrverbandes Bad Griesbach, zu dem auch die Pfarreien Heilige Dreifaltigkeit (St. Salvator), St. Valentin (Reutern), St. Johannes der Täufer (Weng) und St. Mariä Himmelfahrt (Karpfham)  gehören. Sie liegt im Dekanat Pocking (Bistum Passau) und wurde unter Nr. D-2-75-124-9 in die Liste der Baudenkmäler in Bayern aufgenommen.

## Geschichte
Im Jahre 1805 wurde Griesbach zur selbständigen Pfarrei erhoben. Pfarrkirche wurde die frühere Burgkirche St. Michael, die bis zu der Zeit Sitz eines Pfarrvikariats war, abhängig von der Mutterpfarrei Mariä Himmelfahrt (Karpfham). Bis zur Wende zum 20. Jahrhunderts stieg die Einwohnerzahl Griesbachs auf etwa 1.300 Personen, und die St.-Michaels-Kirche wurde zu klein. Der Geistliche Rat Josef Philipp, Pfarrer in Griesbach von 1909 bis 1925, betrieb den Bau einer größeren Kirche. Die Brauereibesitzerin Franziska Holzinger spendete das Grundstück und einen erheblichen Anteil der Baukosten von 180.000 bis 200.000 Goldmark. Der Bau wurde nach einer Ausschreibung erstellt von der Münchener Baufirma Franz Rank. Am 18. April 1911 wurde der Grundstein gelegt, gegen Ende 1912 wurden fünf Glocken mit insgesamt mehr als 117 Zentnern Gewicht im Turm der neuen Kirche aufgehängt. Der Passauer Bischof Sigismund Felix Freiherr von Ow-Felldorf weihte die Kirche am 2. Juli 1913. Die bisherige Pfarrkirche St. Michael dient seitdem als Friedhofskirche. Eine Gesamtrenovierung  der Heilige-Familie-Kirche erfolgte von 1991 bis 1994.

## Gebäude und Ausstattung

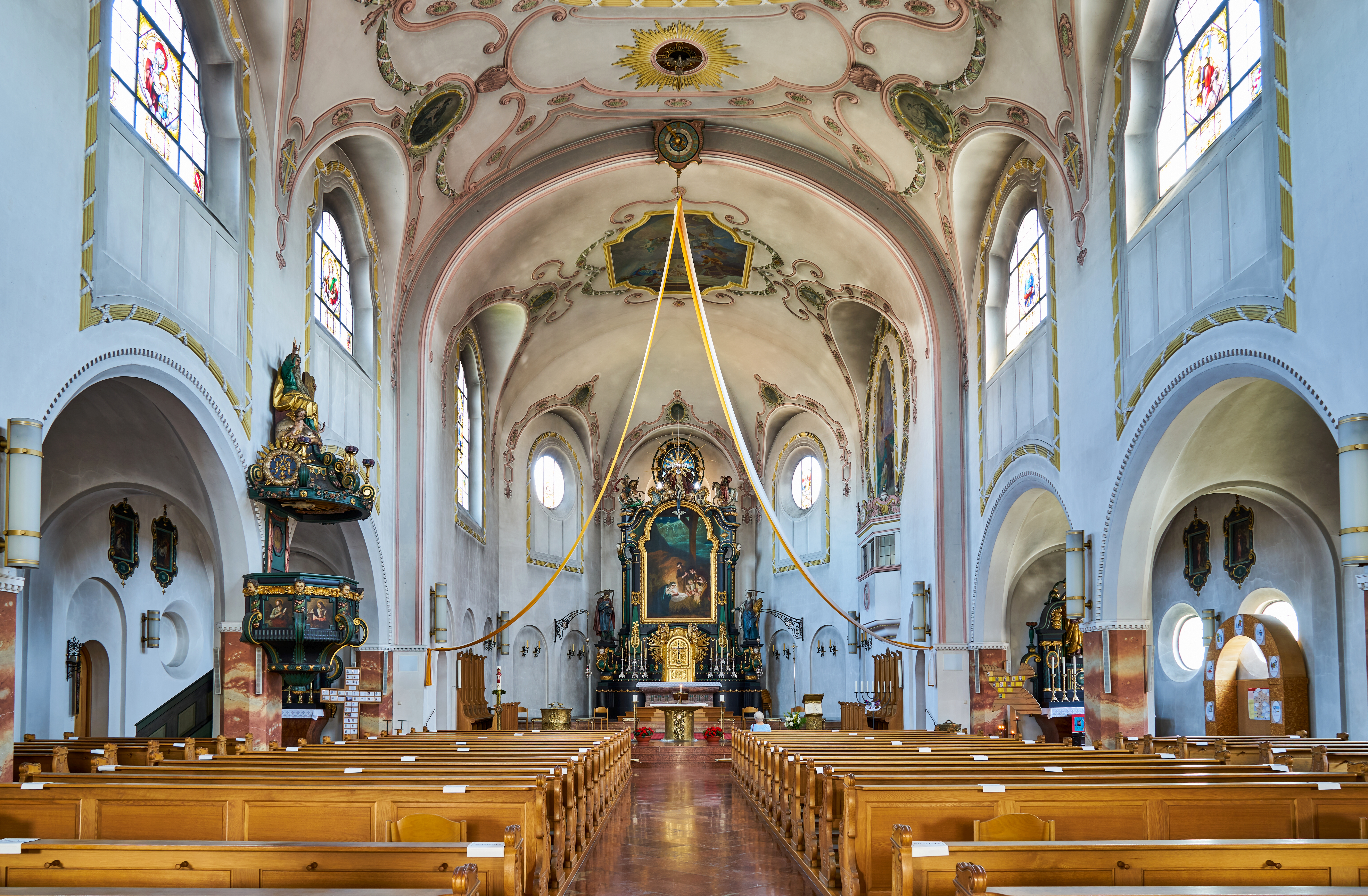
Inneres (2021)

Die Kirche liegt unweit östlich des Stadtplatzes von Bad Griesbach in der Haagstraße 35 inmitten einer Bebauung mit Wohn- und Geschäftshäusern. Das große neobarocke Gebäude in der Bauform einer Basilika ist mit dem Chor nach Nordwesten ausgerichtet. Es hat ein hohes, lichtes Hauptschiff und zwei niedrige Seitenschiffe und bietet etwa 500 Sitzplätze. Am südlichen Ende des Kirchenschiffes erhebt sich an der Westseite der 56 Meter hohe Kirchturm mit oktogonalem Läutehaus und einer Zwiebelkrönung.
Die Ausstattung der Kirche – Altäre, Kreuzweg, Kanzel und Deckenausmalung – erfolgte ab 1915 ebenfalls im neobarocken Stil. Der Hochaltar wurde von Johann Huber aus München geschaffen, das Altarbild „Geburt des Heilandes“ stammt von Gebhard Fugel. Ein neuer Volksaltar wurde im Rahmen der Gesamtrenovierung von Bildhauer Hans Wurmer gestaltet und von Bischof Franz Xaver Eder am 10. April 1994 geweiht. 
Die aus der früheren Pfarrkirche St. Michael übernommene Orgel wurde 1938 durch ein Instrument mit 24 Registern abgelöst, erbaut von der Passauer Orgelbaufirma Becker & Hiendl, das bis heute gespielt wird. Mit Ausnahme der kleinsten Glocke (250 kg) mussten die 1912 erworbenen Glocken im Zweiten Weltkrieg abgeliefert werden. 1949 erhielt die Pfarrkirche vier neue Bronzeglocken mit 2500, 1400, 1000 und 700 kg Gewicht, gegossen von der Passauer Glockengießerei Rudolf Perner.
Die Kirche verfügt heute über eine elektronisch geregelte Bank-Wasserheizung und in den letzten Bankreihen des Mittelschiffs über Induktionsschleifen für Hörgeräteträger.